# Under Surveillance
Pour plus de détails, voir Fiche technique et Distribution.
Under Surveillance est un film américain réalisé par Rafal Zielinski, sorti en 1991.

## Fiche technique
- Titre original : Under Surveillance
- Réalisation : Rafal Zielinski
- Scénario : Jim Fisher, Jim Staahl, Ethan Reiff et Cyrus Voris, d'après une histoire de Jim Fisher et Jim Staahl
- Décors : Dara Waxman
- Photographie : Geza Sinkovics
- Montage : Kurt Bullinger
- Musique : David Wurst et Eric Wurst
- Production déléguée : Charles W. Fries (en)
- Pays d'origine : États-Unis
- Année : 1991
- Langue originale : anglais
- Format : couleur – 35 mm – stéréo
- Genre : action, comédie
- Durée :  minutes

## Distribution
- Melody Anderson :
- James Andronica : Jimmy
- T.J. Castronovo : Con Man
- Robert Davi :
- David Dukes :
- Harry Guardino :
- Gale Hansen :
- Kevin Kilner :
- Charles Napier :